# Mina Export Vol. 2
Mina Export Vol. 2 è una raccolta della cantante Mina, pubblicata in Italia nel 1986 dall'etichetta discografica Carosello Records.

## Il disco
Pubblicato nel 1986 contemporaneamente su LP, audiocassetta e CD sia dalla Carosello Records per la linea 'Orizzonte' (ORL9155, ORK79155 e CDOR9155) e dalla Fonit Cetra ma solo su LP e MC (LPX 161 e MC 410).
Dopo il primo volume, continua e conclude l'antologia che pubblica per la prima volta in Italia alcuni brani dell'artista cantati in lingua straniera e appartenenti alle discografie dei rispettivi paesi.

## Inediti
- Tout s'arrange quand on s'aime

Incisa nel 1962 è la versione in francese di Stessa spiaggia, stesso mare con il testo di André Salvet e Claude Carrère. Appare per la prima volta in assoluto in questa raccolta.
- Talk About Me

Cover della versione originale incisa dai The Raindrops (Ellie Greenwich, Jeff Barry, Beverly Warren) nel 1958 sulla raccolta The complete Raindrops del 1995.
L'incisione di Mina, fin qui rimasta inedita, è del 1959.
- Makin' Love

Mina canta in inglese il brano originale scritto da Floyd Robinson e pubblicato dallo stesso autore nel 1959 su singolo e nel 1960 sull'album eponimo.
La versione in italiano Making Love col testo di Antonietta De Simone, è presente in un singolo del 1960 e solo nelle raccolte Mina ...Di baci (1993) e Ritratto: I singoli Vol. 1 (2010), ma su nessuno supporto viene mai utilizzato il titolo tradotto: T'amerò dolcemente.
- Folle girouette

È l'edizione in francese di Folle Bandeuola con il testo di Roger Berthier, inclusa nell'EP per il mercato transalpino del 1963 Folle Girouette/Confettis/Ho paura/Confidenziale (Festival Records IT 45 1013 S) e nella raccolta Notre étoile del 1999.
- Goodbye Is a Lonesome Sound

Cover di un brano pubblicato negli Stati Uniti nell'aprile del 1963 dall'attrice Carol Lawrence come lato B del singolo Little Bird (Ava Records C-124).
Mai edito su singolo o album da Mina, è disponibile solo qui, nella raccolta Mina canta in inglese del 1995 e, come bonus track, nell'antologia Ritratto: I singoli Vol. 1 del 2010.
- Y de ahí

È un originale in lingua spagnola, tradotto da Giorgio Calabrese col titolo Da chi. Quest'ultimo inserito nell'album Renato del 1962.
In Spagna si trova nell'EP del 1962 Y de ahí, sottotitolato Mina canta Bossa Nova en Español (Discophon 27.144).
Curiosa la grafia con cui il titolo compare in questa raccolta: ...E DAY? sul disco, ...E DAI'? in copertina.
- Pensar en ti

Traduzione in spagnolo, autore del testo non conosciuto, della canzone italiana Invoco te.
Incisione reperibile solo qui e nella raccolta Mina canta in spagnolo del 1995.

## Tracce
Lato A
1. Anata to watashi (Tu ed io) – 3:58 (testo: autore sconosciuto – musica: Bruno Canfora; edizioni musicali Curci) – Inedito su album (singolo, 1961)
2. Tout s'arrange quand on s'aime (Stessa spiaggia, stesso mare) – 2:07 (testo: André Salvet, Claude Carrère – musica: Piero Soffici; edizioni musicali Peer) – Inedito
3. Te vulevo scurdà – 2:03 – da Mina canta Napoli, 1966
4. Qué no, qué no! – 1:47 – da Stessa spiaggia, stesso mare, 1963
5. Chega de saudade – 2:51 – da Stessa spiaggia, stesso mare, 1963
6. Talk About Me – 2:16 (Ellie Greenwich, Ben Raleigh; edizioni musicali Peer/Southern Music) – Inedito
7. Makin' Love – 1:55 (Floyd Robinson; edizioni musicali Francis Day) – Inedito
8. Julia – 2:18 (testo: Alberico Gentile, Vittorio Mascheroni [8] – musica: Edilio Capotosti; edizioni musicali Melodi) – Inedito su album (singolo, 1959)

Lato B
1. Sciummo – 2:45 – da Moliendo café, 1962
2. Folle girouette (Folle banderuola) – 2:18 (testo: Roger Berthier – musica: Gianni Meccia; edizioni musicali S. Cecilia) – Inedito
3. Goodbye Is a Lonesome Sound – 2:23 (testo: Alan e Marilyn Bergman – musica: Paul Weston[9]; edizioni musicali MPL Comm. Italy) – Inedito
4. Y de ahí (Da chi) – 1:51 (testo: Rafaelmo [10] – musica: Miguel Gustavo; edizioni musicali INT'L Melodie) – Inedito
5. Dance Darling Dance – 2:00 (George Kerr Jr., Donald Savitt; edizioni musicali Fono Film) – Inedito su album (singolo, 1959)
6. Lassame / Let Me Go – 2:24 – da Mina canta Napoli, 1966
7. Pensar en ti (Invoco te) – 3:05 (testo: ??? – musica: Glauco Masetti; edizioni musicali Accordo) – Inedito
8. 'O ffuoco – 2:10 – da Mina canta Napoli, 1966